# Paroxysmen (Walzer)
Paroxysmen ist ein Walzer von Johann Strauss Sohn (op. 189). Das Werk wurde am 20. Januar 1857 im Sofienbad-Saal in Wien erstmals aufgeführt.